# Heinrich von Berg
Henri de Berg ou Heinrich von Berg (mort le 14 avril 1197 à Wurtzbourg) est évêque de Passau de 1169 à 1171 et de Wurtzbourg de 1191 à sa mort.

## Biographie
Henri de Berg vient d'une famille souveraine de comtes originaire de la Haute-Souabe. Ses parents sont Diepold II de Berg-Schelklingen et Gisèle de Dießen-Andechs. Ses frères cadets sont Diepold de Berg et Manegold de Berg, également devenus évêques de Passau. L'évêque de Freising Othon II de Berg est aussi son frère. Berthold von Henneberg, contre-évêque de Wurtzbourg de 1267 à 1274, est son neveu. L'évêque de Bamberg Othon VI d'Andechs est un oncle.
Henri commence sa carrière ecclésiastique dans le diocèse de Spire. Il devient évêque de Passau avec le soutien de l'empereur Frédéric Barberousse à la place d'Albo, le candidat du pape Alexandre III. Mais il doit abandonner cette charge et est remplacé par son frère Diepold. Henri revient à Spire, devient prévôt de la cathédrale en 1176 puis de la cathédrale de Bamberg en 1180.
En 1193, dans le cadre de la politique impériale, il est signataire d'un contrat négocié par l'empereur Henri VI, alors invité à Wurtzbourg, avec Léopold V d'Autriche sur la livraison[Quoi ?] de Richard Cœur de Lion.

## Source, notes et références
- (de) Cet article est partiellement ou en totalité issu de l’article de Wikipédia en allemand intitulé « Heinrich von Berg » (voir la liste des auteurs).